# (2985) Shakespeare
(2985) Shakespeare es un asteroide perteneciente al cinturón de asteroides, descubierto el 12 de octubre de 1983 por Edward Bowell desde la Estación Anderson Mesa (condado de Coconino, cerca de Flagstaff, Arizona, Estados Unidos).

## Designación y nombre
Designado provisionalmente como 1983 TV1. Fue nombrado Shakespeare en honor al dramaturgo y poeta inglés William Shakespeare.